# Colòrgas
Colòrgas (en francès Collorgues) és un municipi francès situat al departament del Gard i a la regió d'Occitània.